# Rio Felmer
O Rio Felmer é um rio da Romênia, afluente do Olt, localizado no distrito de Braşov.